# Jordi Ausàs i Coll
Jordi Ausàs i Coll (la Seu d'Urgell, 3 de març de 1960) és un polític català. Casat i amb tres fills nois. Professor d'EGB per la UB i mestre de català, ha estat director de l'Escola Andorrana d'Escaldes, al Principat d'Andorra.

## Carrera política
Després de ser regidor a l'oposició la legislatura 1999-2003, va ser alcalde de la Seu d'Urgell, en dues legislatures, des del juliol de 2003 fins a l'11 de març de 2008. En la primera legislatura (2003-2007) governà en coalició amb CiU, després d'una derrota històrica del PSC-Progrés que passà a l'oposició després de vint-i-tres anys governant el consistori. Aquest càrrec el deixà a mitjans de la segona legislatura (2007-2011) per ser nomenat Conseller de Governació. Ausàs va deixar l'alcaldia malgrat que encara li quedava més d'un any per cedir el lloc a Albert Batalla, alcaldable per CiU i amb qui tenia un pacte per dividir la legislatura en un mandat de dos anys per a cadascú. Atesa la dimissió de Jordi Ausàs, Albert Batalla es va convertir un any abans en el nou alcalde de la Seu d'Urgell.
A les eleccions generals espanyoles de 2008 es presentava com a cap de llista d'ERC per Lleida, però no va obtenir l'escó. L'endemà, Joan Puigcercós dimití del seu càrrec com a Conseller de Governació, per dedicar-se íntegrament a les funcions de secretari general del partit, sent substituït per Ausàs a la conselleria de Governació de la Generalitat de Catalunya, càrrec que va ocupar fins que el 29 de desembre de 2010 fou substituït per Joana Ortega (CiU).
Ha estat diputat del Parlament de Catalunya (des del 1995), essent el candidat d'ERC per l'Alt Pirineu i Aran, i el primer o segon (ha anant alternant) per a la demarcació de Lleida.
A ERC ha estat Conseller Nacional i al Parlament de Catalunya presidí la Comissió d'Agricultura, Ramaderia i Pesca (1999-2003).

## Delicte de contraban
El 12 de juliol de 2012 Ausàs va ser detingut pels Mossos d'Esquadra, amb sis persones més, de les quals dues eren guàrdies civils en actiu,acusat de contraban de tabac des d'Andorra i agrupació criminal. Dos dies després entrava a presó preventivament, de la qual sortí en 48h, sota fiança.
En saber-se la notícia ERC va decidir suspendre temporalment de militància.
El juny de 2014 l'audiència provincial de Lleida el condemnà a quatre anys de presó i a una multa de 195.000 euros pels delictes de contraban de tabac i participació en un grup criminal. Aquesta activitat delictiva la va fer coincidir amb el càrrec de conseller de Governació, com a mínim sis mesos, abans de cessar el 2010. El 21 de maig de 2015, el Tribunal Suprem va ratificar la seva entrada a presó. Dijous 25 de juny de 2015 va ingressar a la presó de Ponent, a Lleida, per complir la seva condemna de 3 anys i 9 mesos per contraban de tabac, i tres mesos més per pertinença a grup criminal. Passat un any d'empresonament se li va concedir el 3r grau i va sortir de presó després d'haver complert una quarta part de la condemna, haver pagat la multa que se li va imposar i haver realitzat tres cursos de rehabilitació.